# Střelba ve městě El Paso 2019
Dne 3. srpna 2019 proběhla ve městě El Paso ve státě Texas masová střelba v obchodní centru Wallmart. Útočníkem byl 21letý Patrick Crusius. Za tento útok byl odsouzen na 90 doživotních trestů. Během střelby zastřelil 23 lidí a 26 jich zranil. Jednalo se o rasově motivovaný útok.

## Průběh střelby
Útočník před útokem publikoval dokument, v němž hovoří o hispánské invazi do Texasu a že je potřeba provést segregaci. Útok začal 3. 8. 2019 v 10.39 dopoledne místního času. Střelec k útoku použil poloautomatickou pušku AKM. První jednotky dorazily přibližně v 10.45 a na místo dorazili i agenti FBI a ATF. Jednotkám se podařilo útočníka zatknout bez výstřelu a byl převezen do vazby.

## Střelec
Patrick Wood Crusius byl zatčen na místě. Muž pocházel z německo-italské rodiny z Dallasu, jenž leží asi 1000 km od El Pasa. V roce 2017 maturoval na Plano Senior High School a studoval na Collin College. Jeho manifest nesl název: „The Inconvenient Truth“. V tomto dokumentu se střelec přiznává ke svému činu a vysvětluje zde své motivy. Věnuje se zde také teorii: „Great Replacement“.

## Soud

### Federální obvinění
Crusius byl obviněn z 23 případů zabití střelnou zbraní a 23 případů zabití z nenávisti. Dne 8. února 2023 byl shledán vinným z 90 případů nenávistných zločinů a byl odsouzen k 90 doživotním trestům. Stále[kdy?] probíhá proces na státní úrovní, kdy žalobce z města El Paso požaduje trest smrti. 

## Oběti

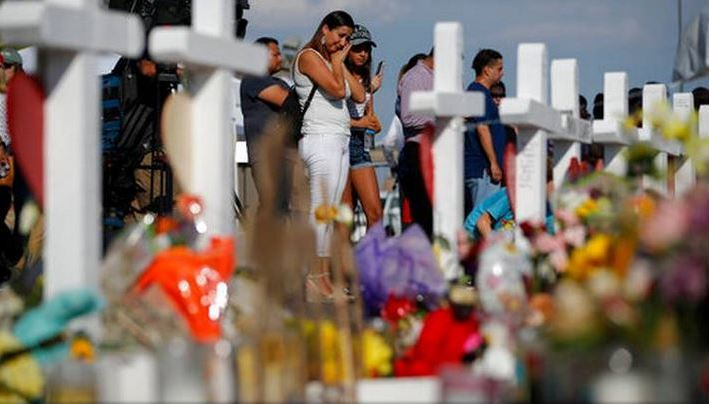
Pamětní místo ke střelbě

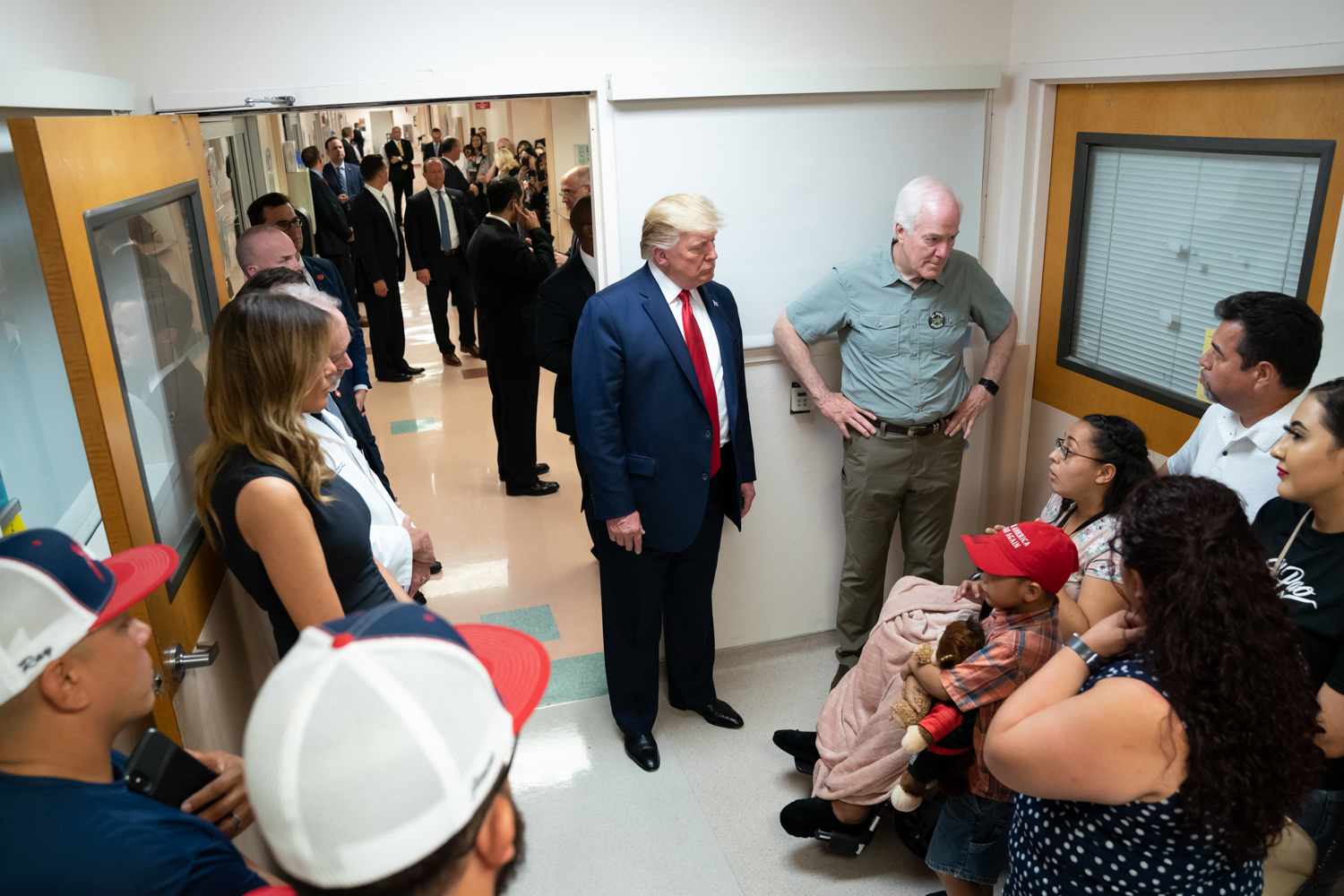
Donald Trump a John Corny na setkání s oběťmi střelby.

Seznam obětí střelby
| Jméno                         | věk |
| ----------------------------- | --- |
| Andre Anchondo                | 23  |
| Jordan Anchondo               | 24  |
| Arturo Benavides              | 60  |
| Leonardo Campos               | 41  |
| Angie Englisbee               | 86  |
| Maria Flores                  | 77  |
| Raul Flores                   | 83  |
| Guillermo "Memo" Garcia       | 36  |
| Jorge Calvillo García         | 61  |
| Adolfo Cerros Hernández       | 68  |
| Alexander Gerhard Hoffman     | 66  |
| David Johnson                 | 63  |
| Luis Alfonzo Juarez           | 90  |
| Maria Eugenia Legarreta Rothe | 56  |
| Maribel (Campos) Loya         | 46  |
| Ivan Filiberto Manzano        | 57  |
| Elsa Mendoza Marquez          | 61  |
| Margie Reckard                | 63  |
| Sara Esther Regalado Moriel   | 66  |
| Javier Rodriguez              | 15  |
| Teresa Sanchez                | 82  |
| Juan Velazquez                | 77  |

## Reakce
Donald Trump a John Cornyn se setkali s oběťmi střelby. Obchodní dům Wallmart požádal, aby zákazníci nenosili v obchodě viditelně zbraně. Reagoval také mexický prezident Manuel López Obrador, který kondoloval všem přeživším a kritizoval USA za jejich benevolentní zbraňovou politiku. Antonio Guterres, generální tajemník OSN, se k případu vyjádřil jako k největšímu teroristickému útoku na Latinos.